# Breyton Poole
Breyton Avron Poole (* 23. März 2000 in Somerset West) ist ein südafrikanischer Leichtathlet, der sich auf den Hochsprung spezialisiert hat.

## Sportliche Laufbahn
Erste internationale Erfahrungen sammelte Breyton Poole 2015 bei den U18-Weltmeisterschaften in Nairobi, bei denen er mit übersprungenen 2,24 m überlegen die Goldmedaille gewann. Im Jahr darauf nahm er erstmals an den Commonwealth Games im australischen Gold Coast teil, schied dort aber mit 2,18 m in der Qualifikation aus. Anschließend gewann er bei den U20-Weltmeisterschaften in Tampere mit einer Höhe von 2,23 m die Bronzemedaille. 2019 siegte er bei den Juniorenafrikameisterschaften in Abidjan mit neuem Meisterschaftsrekord von 2,18 m und wurde anschließend bei der Sommer-Universiade in Neapel mit 2,21 m Vierter. Daraufhin nahm er erstmals an den Afrikaspielen in Rabat teil und gewann dort mit 2,15 m die Bronzemedaille hinter seinem Landsmann Mpho Links und Mathew Sawe aus Kenia. 2023 belegte er bei den World University Games in Chengdu mit 2,15 m den sechsten Platz und im Jahr darauf wurde er bei den Afrikameisterschaften in Douala mit 2,10 m Vierter.